# Bắn lần lượt

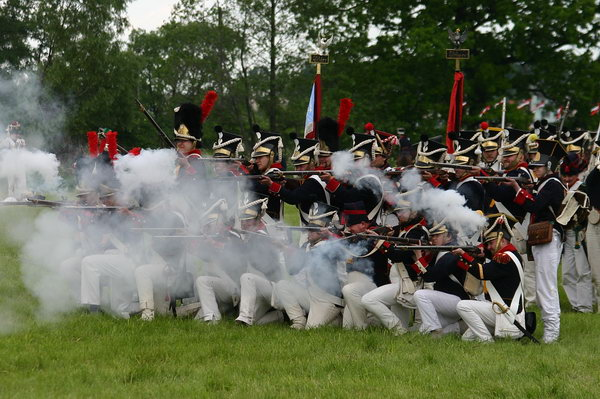
Tái hiện Trận Raszyn năm 2006.

Bắn lần lượt là việc chiến đấu theo đội hình đơn vị và chiến đấu bằng các loạt bắn lần lượt. Trong thực chiến thường bao gồm việc cả đội quân tất cả cùng lúc bắn vào lực lượng của địch. Điều này thường là để bù đắp cho sự thiếu chính xác, tốc độ bắn chậm và tầm bắn hạn chế của vũ khí đòi hỏi nhiều nỗ lực để nạp lại. Bắn lần lượt yêu cầu các binh sĩ bắn theo hiệu lệnh và di chuyển theo hàng về phía sau để tải lại đạn trong khi hàng tiếp theo tiến lên bắn và cứ thế lặp lại. Trong khi chiến thuật này thường được liên kết với các nhà tư tưởng quân sự Hà Lan vào cuối thế kỷ 16, các nguyên tắc của bắn lần lượt đã được áp dụng cho bộ binh nỏ tại Trung Quốc ít nhất là vào thời Nhà Đường.